# Jolly Goods
Die Jolly Goods sind eine 2003 gegründete Rockband aus Rimbach (Odenwald), die heute in Berlin beheimatet ist. Sie besteht aus den Schwestern Tanja Pippi und Angy Lord und steht derzeit beim Plattenlabel Staatsakt unter Vertrag.

## Geschichte
Die beiden Schwestern Tanja Pippi und Angy Lord gründeten die Band im März 2003 in Rimbach (Odenwald), Hessen. Nach einigen lokalen Auftritten wurde die Band schließlich vom Berliner Plattenlabel Louisville Records unter Vertrag genommen. Am 23. November 2007 veröffentlichten sie dort ihr Debütalbum her.barium. Das Album wurde von Lolo Blümler und Hans Unstern aufgenommen und von Moses Schneider und Tobias Levin gemischt. Ihre Tour zum Album her.barium führte die Band in den Jahren 2007 und 2008 durch Deutschland, Österreich, die Schweiz, Frankreich und Schweden. In den folgenden Jahren trat sie auch in den USA, Kanada, Ägypten, den Niederlanden und Kroatien auf.
Im November 2011 veröffentlichten sie ihr zweites Album Walrus, das von Hans Unstern und Dirk von Lowtzow koproduziert wurde, bei dem Berliner Plattenlabel Staatsakt. Das von den Jolly Goods selbst erstellte Video zum Lied Try war 2012 für den MuVi-Preis der Internationalen Kurzfilmtage Oberhausen nominiert und gewann dabei den 3. Preis.

## Stil
Zunächst spielte die Band Garage Rock im Stile der Grunge-Bewegung und der sogenannten Riot Grrrls. Beim zweiten Album war die Musik allerdings „deutlich schwerer, dichter, akzentuierter“, wie Christoph Dorner in seiner Rezension für Laut.de schreibt. Dies ist vor allem auf den Einfluss des Produzenten Dirk von Lowtzow zurückzuführen, der einen ähnlichen Sound mit seiner Band Tocotronic entwirft. Zudem kamen neue Einflüsse hinzu. So verarbeiten einige Songs Elemente des Folk-Rocks, des Dream Pops sowie des Noise. Vergleiche zu Bands wie Portishead, The Raincoats, Scout Niblett und Sleater-Kinney wurden ebenfalls in der Rezension gezogen.

## Diskografie

### Alben
- 2007: her.barium (Louisville Records)
- 2011: Walrus (Staatsakt)
- 2020: Slowlife (Siluh Records)

### Singles und EPs
- 2004: Rosemary (selbstveröffentlichte CD-R)
- 2006: Hideaway EP (selbstveröffentlichte CD-R)
- 2007: Girl Move Away from Here (7"-Single, Louisville Records)
- 2008: Split mit Killed by 9V Batteries (7"-Single, Louisville Records)